# Embrace (álbum)
Embrace é o álbum da banda Embrace, de Washington, EUA, lançado em 1987, considerado por alguns como a origem do Emocore.
Originalmente lançado em fita K7 e vinil, foi re-lançado em CD em 1992, como número Dischord 24CD. Em maio de 2002, o CD foi remasterizado com duas faixas extras: versões alternativas de "Money" e "Dance of Days" retiradas da primeira sessão de gravação.

## Faixas
1. "Give Me Back" – 2:32
2. "Dance of Days" – 2:16
3. "Building" – 1:58
4. "Past" – 1:53
5. "Spoke'" – 2:00
6. "Do Not Consider Yourself Free" – 2:23
7. "No More Pain" – 3:11
8. "I Wish I" – 2:11
9. "Said Gun" – 2:11
10. "Can't Forgive" – 2:31
11. "Money" – 2:37
12. "If I Never Thought About It" – 2:32
13. "End of a Year" – 2:36
14. "Last Song" – 2:27